# Lijst van voetbalinterlands China - Japan
Deze lijst van voetbalinterlands is een overzicht van alle officiële voetbalwedstrijden tussen de nationale teams van China en Japan. De landen hebben tot op heden 37 keer tegen elkaar gespeeld. De eerste ontmoeting was een wedstrijd tijdens de Verre Oosten Spelen 1917 op 9 mei 1917 in Tokio. Het laatste duel, een wedstrijd tijdens de Oost-Azië Cup 2025, werd gespeeld in Yongin (Zuid-Korea) op 12 juli 2025.

## Wedstrijden
| №  | Plaats    | Datum            | Competitie                 | Wedstrijd     | Uitslag |
| -- | --------- | ---------------- | -------------------------- | ------------- | ------- |
| 1  | Tokio     | 9 mei 1917       | Verre Oosten Spelen 1917   | Japan − China | 0 − 5   |
| 2  | Shanghai  | 1 juni 1921      | Verre Oosten Spelen 1921   | China − Japan | 4 − 1   |
| 3  | Osaka     | 22 mei 1923      | Verre Oosten Spelen 1923   | Japan − China | 1 − 5   |
| 4  | Manilla   | 16 mei 1925      | Verre Oosten Spelen 1925   | China − Japan | 2 − 0   |
| 5  | Shanghai  | 27 augustus 1927 | Verre Oosten Spelen 1927   | China − Japan | 5 − 1   |
| 6  | Tokio     | 29 mei 1930      | Verre Oosten Spelen 1930   | Japan − China | 3 − 3   |
| 7  | Manilla   | 19 mei 1934      | Verre Oosten Spelen 1934   | China − Japan | 4 − 3   |
| 8  | Hongkong  | 23 juni 1975     | Azië Cup 1976 kwalificatie | China − Japan | 2 − 1   |
| 9  | Guangzhou | 12 juni 1980     | Vriendschappelijk          | China − Japan | 1 − 0   |
| 10 | Hongkong  | 26 december 1980 | WK 1982 kwalificatie       | China − Japan | 1 − 0   |
| 11 | Saitama   | 2 juni 1981      | Vriendschappelijk          | Japan − China | 0 − 0   |
| 12 | Nagoya    | 2 juni 1988      | Vriendschappelijk          | Japan − China | 0 − 3   |
| 13 | Tokio     | 10 mei 1989      | Vriendschappelijk          | Japan − China | 2 − 2   |
| 14 | Okayama   | 13 mei 1989      | Vriendschappelijk          | Japan − China | 2 − 0   |
| 15 | Peking    | 29 juli 1990     | Dynasty Cup 1990           | China − Japan | 1 − 0   |
| 16 | Peking    | 24 augustus 1992 | Dynasty Cup 1992           | China − Japan | 0 − 2   |
| 17 | Hiroshima | 6 november 1992  | Azië Cup 1992              | Japan − China | 3 − 2   |
| 18 | Hongkong  | 23 februari 1995 | Dynasty Cup 1995           | China − Japan | 1 − 2   |
| 19 | Al Ain    | 12 december 1996 | Azië Cup 1996              | Japan − China | 1 − 0   |
| 20 | Tokio     | 7 maart 1998     | Dynasty Cup 1998           | Japan − China | 0 − 2   |
| 21 | Kobe      | 15 maart 2000    | Vriendschappelijk          | Japan − China | 0 − 0   |
| 22 | Beiroet   | 26 oktober 2000  | Azië Cup 2000              | China − Japan | 2 − 3   |
| 23 | Tokio     | 4 december 2003  | Oost-Azië Cup 2003         | Japan − China | 2 − 0   |
| 24 | Peking    | 7 augustus 2004  | Azië Cup 2004              | China − Japan | 1 − 3   |
| 25 | Daejeon   | 3 augustus 2005  | Oost-Azië Cup 2005         | Japan − China | 2 − 2   |
| 26 | Chongqing | 20 februari 2008 | Oost-Azië Cup 2008         | China − Japan | 0 − 1   |
| 27 | Tokio     | 6 februari 2010  | Oost-Azië Cup 2010         | Japan − China | 0 − 0   |
| 28 | Seoel     | 21 juli 2013     | Oost-Azië Cup 2013         | Japan − China | 3 − 3   |
| 29 | Wuhan     | 9 augustus 2015  | Oost-Azië Cup 2015         | China − Japan | 1 − 1   |
| 30 | Chofu     | 12 december 2017 | Oost-Azië Cup 2017         | Japan − China | 2 − 1   |
| 31 | Busan     | 10 december 2019 | Oost-Azië Cup 2019         | China − Japan | 1 − 2   |
| 32 | Doha      | 7 september 2021 | WK 2022 kwalificatie       | China − Japan | 0 − 1   |
| 33 | Saitama   | 27 januari 2022  | WK 2022 kwalificatie       | Japan – China | 2 – 0   |
| 34 | Toyota    | 24 juli 2022     | Oost-Azië Cup 2022         | Japan − China | 0 − 0   |
| 35 | Saitama   | 5 september 2024 | WK 2026 kwalificatie       | Japan − China | 7 − 0   |
| 36 | Xiamen    | 19 november 2024 | WK 2026 kwalificatie       | China − Japan | 1 − 3   |
| 37 | Yongin    | 12 juli 2025     | Oost-Azië Cup 2025         | Japan − China | 2 − 0   |

## Samenvatting
| Competitie            | Totaal gespeeld | Winst China | Gelijk | Winst Japan | Doelsaldo China – Japan |
| --------------------- | --------------- | ----------- | ------ | ----------- | ----------------------- |
| WK-kwalificatie       | 5               | 1           | 0      | 4           | 2 − 13                  |
| Azië Cup              | 4               | 0           | 0      | 4           | 5 − 10                  |
| Azië Cup-kwalificatie | 1               | 1           | 0      | 0           | 2 − 1                   |
| Oost-Azië Cup         | 14              | 2           | 5      | 7           | 12 − 19                 |
| Verre Oosten Spelen   | 7               | 6           | 1      | 0           | 28 − 9                  |
| Vriendschappelijk     | 6               | 2           | 3      | 1           | 6 − 4                   |
| Totaal                | 37              | 12          | 9      | 16          | 55 − 56                 |

Wedstrijden bepaald door strafschoppen worden, in lijn met de FIFA, als een gelijkspel gerekend.